# Asparuch Asparuchow
Asparuch Asparuchow, bułg. Аспарух Аспарухоу (ur. 28 lipca 2000) – bułgarski siatkarz, reprezentant kraju, grający na pozycji przyjmującego. 

## Kariera klubowa
| Kariera juniorska         | Kariera juniorska    | Kariera juniorska | Kariera juniorska | Kariera juniorska | Kariera juniorska | Kariera juniorska | Kariera juniorska | Kariera juniorska | Kariera juniorska | Kariera juniorska |
| ------------------------- | -------------------- | ----------------- | ----------------- | ----------------- | ----------------- | ----------------- | ----------------- | ----------------- | ----------------- | ----------------- |
| Lata                      | Klub                 |                   |                   |                   |                   |                   |                   |                   |                   |                   |
| 2017–2018                 | SKV Montana          |                   |                   |                   |                   |                   |                   |                   |                   |                   |
| Kariera seniorska         |                      |                   |                   |                   |                   |                   |                   |                   |                   |                   |
| Lata                      | Klub                 |                   |                   |                   |                   |                   |                   |                   |                   |                   |
| 2017–2018                 | SKV Montana          |                   |                   |                   |                   |                   |                   |                   |                   |                   |
| 2018–2018 (do 30.11.2018) | Stocznia Szczecin    |                   |                   |                   |                   |                   |                   |                   |                   |                   |
| 2018–2019 (od 12.2018)    | SKV Montana          |                   |                   |                   |                   |                   |                   |                   |                   |                   |
| 2019–2022                 | Blu Volley Werona    |                   |                   |                   |                   |                   |                   |                   |                   |                   |
| 2022–2023                 | Kioene Padwa         |                   |                   |                   |                   |                   |                   |                   |                   |                   |
| 2023–2025                 | Kuzbass Kemerowo     |                   |                   |                   |                   |                   |                   |                   |                   |                   |
| 2025–                     | Ślepsk Malow Suwałki |                   |                   |                   |                   |                   |                   |                   |                   |                   |

## Sukcesy klubowe
Liga bułgarska:
- 2018